# 金子亮介
金子 亮介（かねこ りょうすけ、1987年4月11日 - ）は、東京都出身のアイスホッケー選手。ポジションはフォワード。駒澤大学附属苫小牧高等学校、早稲田大学卒。
大学卒業後、2010-2011シーズンより高校時代からの同期である久慈修平と共に王子イーグルスへ入団。ルーキーのシーズンながら34試合終了時点で20ポイントを挙げるなど、チームに貢献している。